# Орали
Орали (груз. ორალი) — село в Грузии, на территории Ахалцихского муниципалитета края (мхаре) Самцхе-Джавахети.

## География
Село находится в южной части Грузии, на правом берегу реки Борбали (правый приток Кваблиани), на расстоянии приблизительно 4 километров (по прямой) к юго-западу от города Ахалцихе, административного центра муниципалитета. Абсолютная высота — 1328 метров над уровнем моря.

## Население
По результатам официальной переписи населения 2014 года, в Орали проживало 237 человек (117 мужчин и 120 женщин). В национальной структуре населения армяне составляли 99,6 %, грузины — 0,4 %.
| Год  | Население, человек |
| ---- | ------------------ |
| 2002 | 324                |
| 2014 | ↘ 237              |